# Monti Pskem

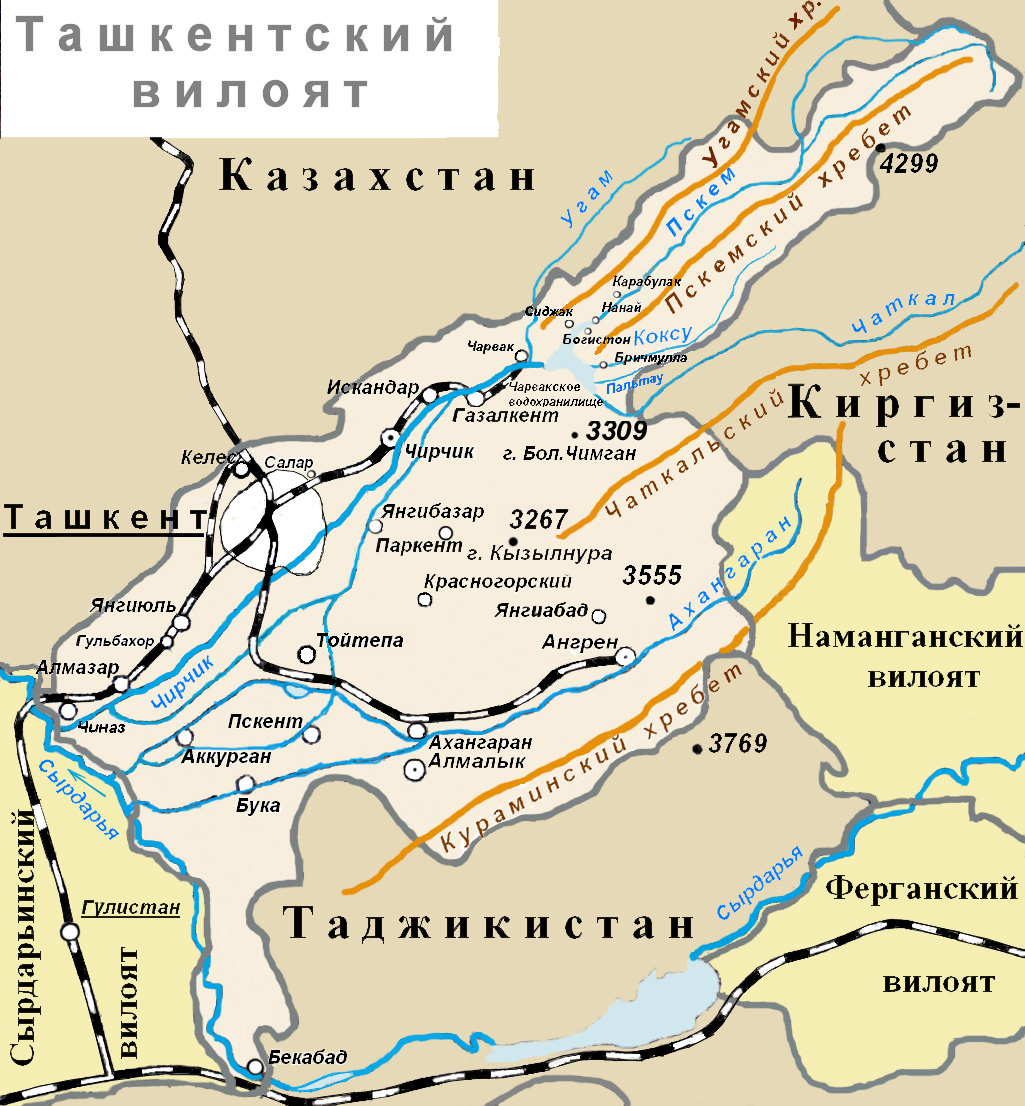
La catena dei monti Pskem in una carta orografica della regione di Tashkent.

I monti Pskem (in uzbeco Писком тизмаси?, Piskom tizmasi; in kirghiso Пскем кырка тоосу?; in russo Пске́мский хребет?, Pskemskij chrebet) sono una catena montuosa del Tien Shan occidentale - più precisamente uno sperone del Talas Alataū - situata al confine tra l'Uzbekistan (regione di Tashkent) e il Kirghizistan. Costituiti da calcare, scisto e granito, si estendono da nord-est a sud-ovest per una lunghezza di circa 160 km, culminando con i 4299 metri del monte Beshtor; la loro altezza media si mantiene sui 3200 metri.

## Descrizione
Sulle pendici della cresta di montagne crescono foreste miste di conifere e, a quote più elevate, vi sono boschi di ginepro e prati alpini. Lungo il fiume Pskem crescono boschetti di pioppi e arbusti.
La catena montuosa è delimitata ad ovest dalla valle del fiume Pskem, che scorre verso sud-ovest, e costituisce lo spartiacque tra il fiume Pskem da un lato e i fiumi Koksu, Sandalash e Chatkal dall'altro. L'altezza dei monti diminuisce verso sud-ovest. Le cime principali sono il Beshtor (4299 m, il punto più elevato della catena), l'Aktyuyulgen (4224 m), il Tavalgan (3888 m) e il Piazak (3718 m).

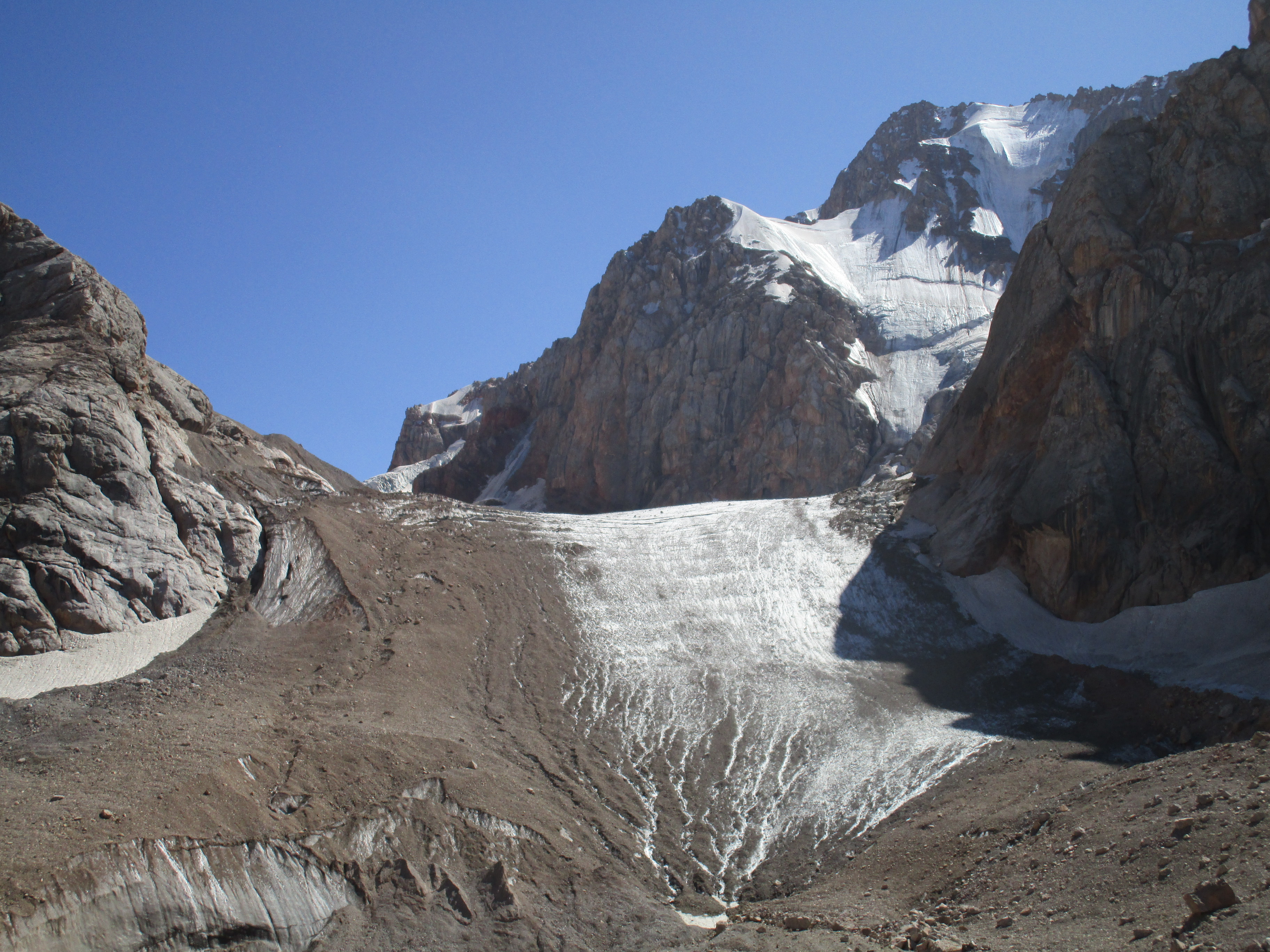
Il ghiacciaio Termetash-say, sul versante del monte Beshtor.

Nel bacino superiore dei fiumi, nelle alte vallate di montagna, vi sono alcuni ghiacciai.